# City Night Law
『City Night Law』（シティ・ナイト・ロウ）は、JFNC制作で毎週月曜～木曜の21:00～21:55に生放送されていたJFN系全国ネット番組（※ただし特定の曜日しかネットしない放送局もある）。2001年4月2日 - 2003年9月に放送。
それまで日替わりで編成されていた番組を終了させ、新たに帯番組として転換させた。
番組のDJを務める福原 尚虎（ふくはら・たかとら）は前口上で「無法地帯の世の中に俺たちだけの法律を打ち立てていく」と叫んだり、番組宣伝でも「俺たちの心の声を轟かせようぜ」と謳っていたが、世の中の動きや情勢に合わせて日替わりでテーマを設け、それについて若年層リスナーを中心に率直な意見をメールやファックス、BBSに書き込んでもらい、それを洋楽（ロック・ハードロックが多かった）に挟みながら紹介しつつ、福原も自身の考えに基づいてレスポンスしていくというのがメインであった。
番組DJの福原は「ハードコアDJ」を自称し、基本的には敬語一切抜きのタメ口での進行に徹し、時には容赦なくこき下ろす喋りであった。これには『ラジオ黄金時代』担当時からJFNC制作番組ではプロデューサーの意向により、「リスナーに悪態をつきまくる最狂最悪、理想とするロックDJスタイル」を確立していった経緯があり、その勢いのまま番組を盛り上げていった一方、そのようなスタイルを貫く福原や番組に対してのクレームを多かったという。余談だが、福原はFM YOKOHAMAでも番組を長らく担当していたが、そちらでは「いいアニキ分」というキャラクターであった。ただし、こちらのほうが素に近いという。

## 関連番組
- 流石の源石 - 東海ラジオ放送で放送された番組。パーソナリティの源石和輝は最初こそ敬語であったが、ある事件をきっかけに一気に態度を変え、どんな立場に人間であってもよほどでない限り敬語なしの喧嘩口調となった。

| JFN系列 月曜～木曜21時枠                                               | JFN系列 月曜～木曜21時枠 | JFN系列 月曜～木曜21時枠 |
| 前番組                                                                 | 番組名                   | 次番組                   |
| ---------------------------------------------------------------------- | ------------------------ | ------------------------ |
| （月）TALK 'BOUT REAL MUSIC（火）SHAZNA IZAMのChocolate Shake A GO GO! | City Night Law           | L.A.V.                   |